# Plouvara
Plouvara (bretonisch: Plouvara) ist eine französische Gemeinde mit 1.149 Einwohnern (Stand: 1. Januar 2022) im Département Côtes-d’Armor in der Region Bretagne. Sie gehört zum Arrondissement Guingamp und zum Kanton Plélo.
Umgeben wird Plouvara von den Gemeinden Plélo im Norden, Plerneuf im Osten, Saint-Donan im Süden und Boqueho im Südwesten.

## Bevölkerungsentwicklung
| 1962 | 1968 | 1975 | 1982 | 1990 | 1999 | 2008 | 2012 |
| 909  | 793  | 780  | 864  | 933  | 912  | 1084 | 1129 |

## Sehenswürdigkeiten
Siehe: Liste der Monuments historiques in Plouvara